# Álcserepesteknős
Az álcserepesteknős (Caretta caretta) a hüllők (Reptilia) osztályába teknősök (Testudines) rendjébe és a tengeriteknős-félék (Cheloniidae) családjába tartozó Caretta hüllőnem egyetlen élő faja.

## Előfordulása
Trópusi, szubtrópusi tengerekben, és a mérsékelt égöv melegebb vizeiben honos. A Földközi-tengerben, az Adriában is él.

## Megjelenése
Hossza 80-213 centiméter, tömege 75-545 kilogramm. Feje nagy és vaskos, állkapcsai erősek és közepükön horogszerűen hajlottak.
|  |  |

## Szaporodása
A nőstények tojásaikat áprilistól júniusig rakják le, mintegy 100 darabot és ezekből 50 nap múlva bújnak ki az utódok.
|  |  |  |